# Sandro Sambugaro
Sandro Sambugaro (* 6. Juli 1965 in Gallio) ist ein ehemaliger italienischer Skispringer und heutiger Skisprungfunktionär.

## Werdegang

### Skispringer
Sein erstes internationales Turnier bestritt Sambugaro im Rahmen der Vierschanzentournee 1983/84. In seinem ersten Weltcup sprang er am 30. Dezember 1983 auf den 25. Platz.
Bei den Olympischen Winterspielen 1984 in Sarajevo stand Sambugaro im Aufgebot für Italien und sprang auf der Normalschanze auf den 43. und auf der Großschanze auf den 44. Platz. Bei der Vierschanzentournee 1984/85 sprang er erneut, blieb jedoch erfolglos, und beendete die Springen nur auf den hinteren Plätzen. Im Springen auf der Normalschanze bei der Nordischen Skiweltmeisterschaft 1985 in Seefeld in Tirol sprang Sambugaro auf den 52. Platz. Auch die Vierschanzentournee 1985/86 verlief für Sambugaro erfolglos. Erst im ersten Springen nach der Tournee im Schweizer Engelberg erreichte er mit dem 14. Platz zwei Weltcup-Punkte. Auch eine Woche später in Lahti konnte er erneut zwei Weltcup-Punkte gewinnen. Nachdem auch die Vierschanzentournee 1986/87 erfolglos verlaufen war, konnte er überraschend bei der Nordischen Skiweltmeisterschaft 1987 in Oberstdorf im Springen auf der Normalschanze den neunten Platz erreichen und sprang damals erstmals in seiner Karriere unter die besten zehn. Auch im Springen von der Großschanze zuvor war er mit Platz 16 erfolgreich. Zu den Olympischen Winterspielen 1988 in Calgary gehörte Sambugaro erneut zum Aufgebot der Italiener und erreichte auf der Normalschanze den 46. und auf der Großschanze den 39. Platz.
1988 gewann Sambugaro die Schwarzwälder Springertournee.
Nach den Winterspielen blieben die internationalen Erfolge für Sambugaro aus. Aus diesem Grund beendete er im Dezember 1990 seine aktive Skisprungkarriere.

### Skisprungfunktionär
Sambugaro blieb auch nach dem Ende seiner aktiven Karriere dem Skispringen treu und betreute Springen als Assistent des Technischen Direktors (Assistent TD). So betreute er in dieser Funktion auch die Weltcups der Skisprung-Weltcup 2014/15 in Klingenthal, Nischni Tagil sowie in Garmisch-Partenkirchen und Innsbruck im Rahmen der Vierschanzentournee 2014/15. Bereits 2011 war er als Technischer Delegierter der Internationalen Skiverbands bei der FIS-Team-Tour 2011 in Willingen unterwegs. Auch in Oslo am Holmenkollen im März 2014 war er als Assistent aktiv.

## Erfolge

### Weltcup-Platzierungen
| Saison  | Platz | Punkte |
| ------- | ----- | ------ |
| 1985/86 | 59.   | 04     |
| 1986/87 | 57.   | 07     |
| 1987/88 | 59.   | 07     |
| 1988/89 | 61.   | 04     |